# Naomi Visser
Pour les articles homonymes, voir Visser.
Naomi Visser est une gymnaste artistique néerlandaise, née le 24 août 2001 à Papendrecht (Hollande-Méridionale).

## Biographie
En 2018, pour sa première année en senior, elle fait partie de l'équipe néerlandaise médaillée de bronze aux Championnats d'Europe à Glasgow. Elle participe ensuite aux Championnats du monde à Doha, où elle se classe 14e au concours général individuel.
Elle est médaillée de bronze par équipes aux Championnats d'Europe 2023 à Antalya.

## Palmarès

### Championnats du monde
- Doha 2018
  - 14e au concours général individuel (17e lors des qualifications)
  - 10e des qualifications par équipes (équipe non finaliste, deuxième réserviste)

### Championnats d'Europe
- Glasgow 2018
  -  médaille de bronze au concours par équipes
- Antalya 2023
  -  médaille de bronze au concours par équipes